# Champ pétrolifère de Caño Limón
Le champ pétrolifère de Caño Limón est un champ pétrolifère situé dans le département d'Arauca, en Colombie. C'est le deuxième plus grand champ pétrolifère de Colombie

## Histoire
Le champ pétrolifère de Caño Limón fut découvert en juillet 1983 par la compagnie pétrolière américaine Occidental Petroleum. Les opérations d'extraction ont commencé en 1986.

## Géologie
Le bassin de llanos est situé à l'est de la Cordillère Orientale des Andes colombiennes. La majeure partie du pétrole se trouve dans des sables deltaïques de l'Éocène et dans une formation du Crétacé supérieur. La densité API du pétrole est de 29.5°.

## Production
Le champ est la propriété conjointe de la compagnie colombienne Ecopetrol et de la compagnie américaine Occidental Petroleum. Le pétrole brut produit est transporté par le pipeline Caño Limón-Coveñas vers la côte caribéenne colombienne, au port de Coveñas.

## Environnement
Le National Institute of Renewable Natural Resources and Environment (en) a souvent critiqué l'opération. En 1988, il a montré que les opérateurs n'avaient pas pris les mesures nécessaires pour prévenir des dommages environnementaux. En 1992, il a conduit des analyses d'eau qui ont montré d'importantes concentrations de métaux lourds et d'hydrocarbure aromatique polycyclique. Il a conclu que « à cause des rejets polluants de Caño Limón, les rivières et lacs de la région ne sont plus sûrs pour la consommation humaine. »[réf. nécessaire].